# 杉浦義道
杉浦 義道（すぎうら よしみち、1864年5月20日〈元治元年4月15日〉 - 1930年11月7日）は、日本の聖職者、医療従事者、翻訳家。日本聖公会の聖職者として、労働者への伝道に力を注ぎ、労働者矯風会を興して貧者の更生に尽力したほか、サマリタン医院を創設して医療活動に従事した。

## 人物・経歴
1864年、若狭国小浜（現・福井県小浜市）生まれ。父親は、米国聖公会の宣教師ヘンリー・D・ペイジから洗礼を受けた聖公会信徒。弟は立教大学元学長の杉浦貞二郎。
築地の立教学校（現・立教大学）に入学する。同校在学中の1881年（明治14年）にチャニング・ウィリアムズ主教（立教大学創設者）より感化を受けて洗礼を受ける。
一旦、大阪の神学校や医学校に転ずるなどした後に、立教学校の後身校である立教大学校へ復学する。その後、東京三一神学校（現・聖公会神学院）に入学する。
1887年（明治20年）には、義道の影響から弟の杉浦貞二郎も日本聖公会の信徒となる。
この頃の日本では国粋主義が拡がり、欧化主義への反発が生じる社会情勢となるが、立教大学校では学則があまりにも外国的で、学校運営が外国人主導で、学生の希望が反映されていないとの改革運動が、小林彦五郎、石井亮一、早川喜四郎、杉浦貞二郎、岩佐琢蔵、阪井徳太郎ら在学生たちから起こった。杉浦義道、名出保太郎、皆川晃雄ら三一神学校の学生もこの運動を支援した。彼らは改革のため、大阪・泰西学館教頭の左乙女豊秋を招聘することを決め、杉浦がジェームス・ガーディナー校長と交渉し、石井亮一が大阪で左乙女にこれらを伝えた。
1890年（明治23年）に、東京三一神学校（現・聖公会神学院）を卒業。
翌1891年（明治24年）、日本聖公会の執事按手を受けて、真光教会司牧補佐者となった。
1894年（明治27年)、杉浦は本郷・森川町にサマリタン医院を創設する。信徒の福原道太郎と山中熊也の両医師の協力により、労働者に対する医療伝道を開始する。
1895年（明治28年)には、長老の按手を受け、真光教会の初代牧師となり、当時貧しい人々が多く暮らしていた本所や深川の伝道に従事した。
1907年（明治40年）には、本所区菊川町に労働者矯風会を起こし、生活困窮者、刑余者、朝鮮人などの支援活動を行った。

## 主な著作
- 『近世進化新論 第二版』ジョン・フィクス著;杉浦義道 訳;チ・エス・チング序,池田栄進館・内田老鶴圃,明治26年
- 『児童教育指針』デュ・ボアー 著;杉浦義道 訳,日本聖公会出版社,明治33年